# 21633 Сінпеньюань
21633 Сінпеньюань (21633 Hsingpenyuan) — астероїд головного поясу, відкритий 13 липня 1999 року.
Тіссеранів параметр щодо Юпітера — 3,537.